# Cybaeus orarius
Espèce
Cybaeus orarius est une espèce d'araignées aranéomorphes de la famille des Cybaeidae.

## Distribution
Cette espèce est endémique de Californie aux États-Unis,. Elle se rencontre dans les comtés de San Luis Obispo et de Monterey.

## Description
La carapace de la femelle holotype mesure 2,23 mm de long sur 1,60 mm.

## Publication originale
- Bennett, Copley & Copley, 2021 : « Cybaeus (Araneae: Cybaeidae) in the Nearctic: the devius and tardatus species groups of the Californian clade. » Zootaxa, no 5026(4), p. 451-479.